# Арно Брекер
Арно Бре́кер (нім. Arno Breker; 19 липня 1900, Вупперталь — 13 лютого 1991, Дюссельдорф) — популярний німецький скульптор періоду Третього Рейху.

## Життєпис
Брекеру належить винахід повного знеособлення зображуваного. У період Третього рейху для німецьких скульпторів було характерне тяжіння до монументальної величі. Таким було призначення триметрових статуй-персоніфікацій А. Брекера у внутрішньому дворі нової Канцелярії в Берліні («Партія» та «Вермахт», 1939).
Однією з рис пластичної культури тоталітарних держав у 30-х рр. XX ст. стало звернення до воєнної теми в скульптурі. В Німеччині споруджуються пам'ятники загиблим у Першій світовій війні. Особливо популярна композиція А. Брекера «Месник», воїна з мечем, воїна, що спирається на коліно, і воїна, що вмирає. Монументальний горельєф «Товариші» А. Брекера став взірцем пропагандистського твору.

## Нагороди
- Срібна медаль літніх Олімпійських ігор 1936 року з мистецьки змагань за скульптуру
- Почесний професор (20 квітня 1937)
- Медаль Імперської столиці за образотворче мистецтво (1939)
- Золотий партійний знак НСДАП (19 липня 1940)
- Римська премія
- Медаль Ульріха фон Гуттена (1980)

## Галерея

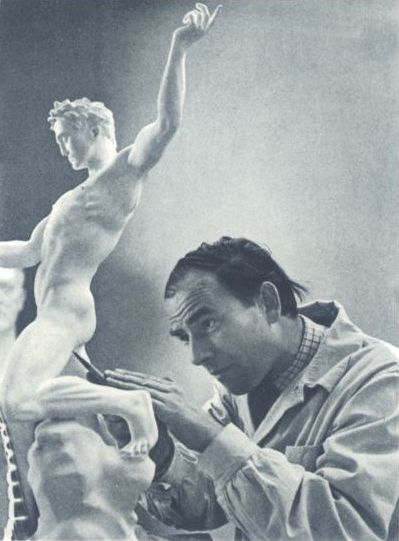
Брекер в 1930-х роках.
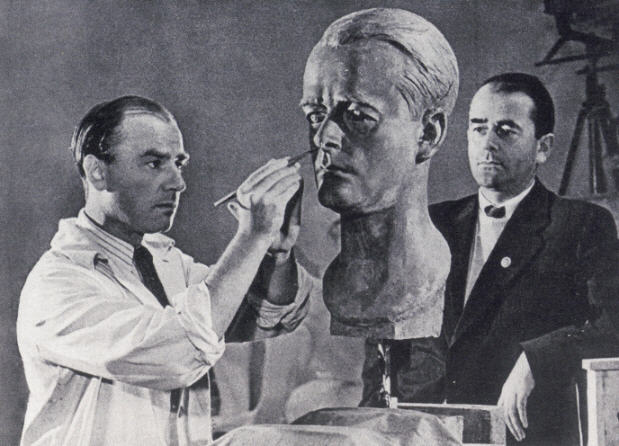
Брекер створює бюст Альберта Шпеєра (1940).
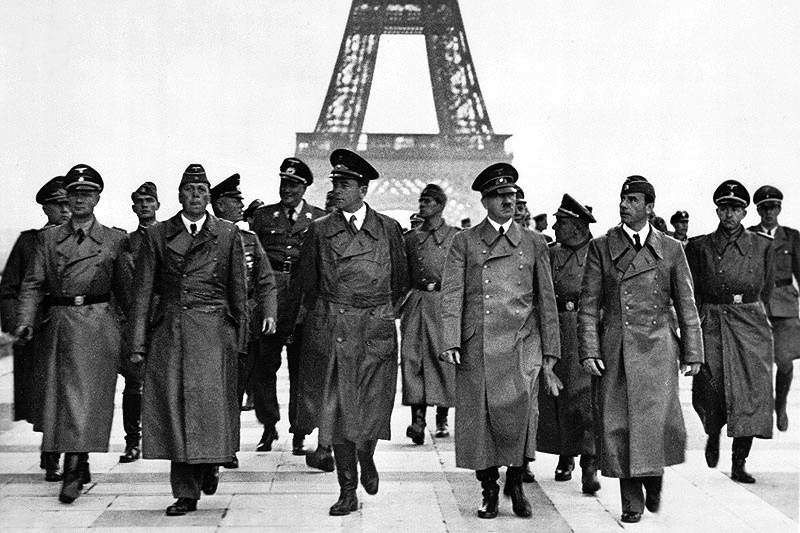
Брекер праворуч на передньому плані (Париж, 23 червня 1940).
Зліва направо: Альберт Шпеєр, Адольф Гітлер і Брекер (Париж, 1940).

### Твори

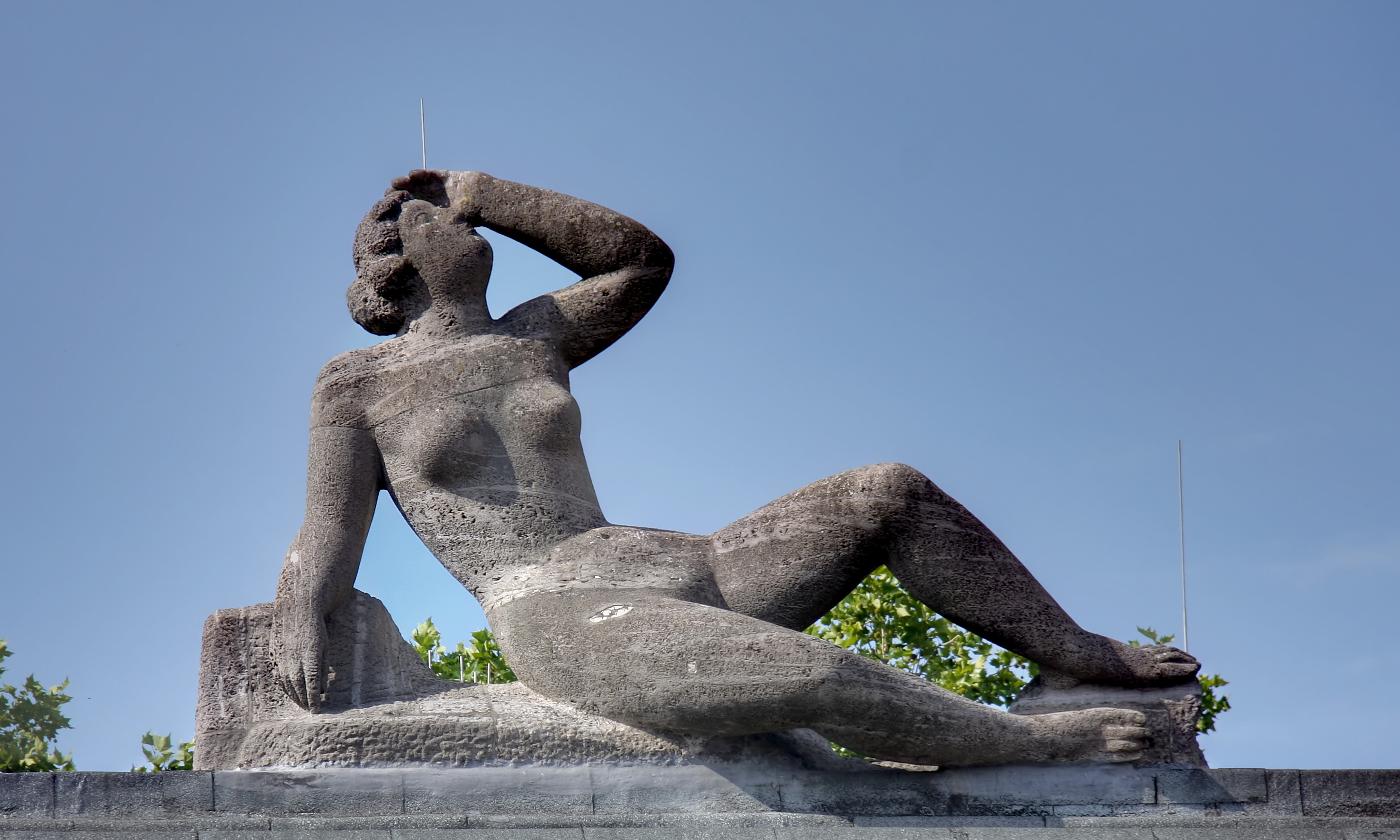
«Аврора» (1924).
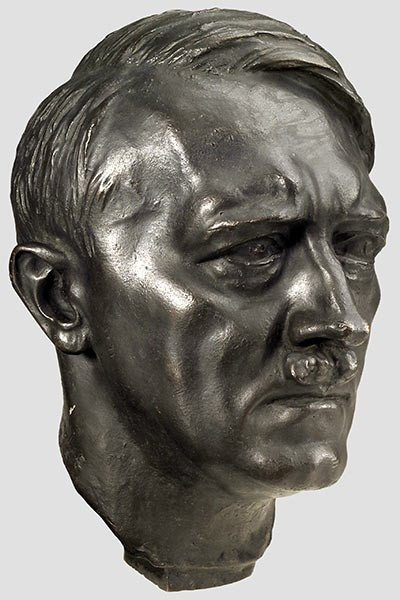
Бюст Адольфа Гітлера (1938).
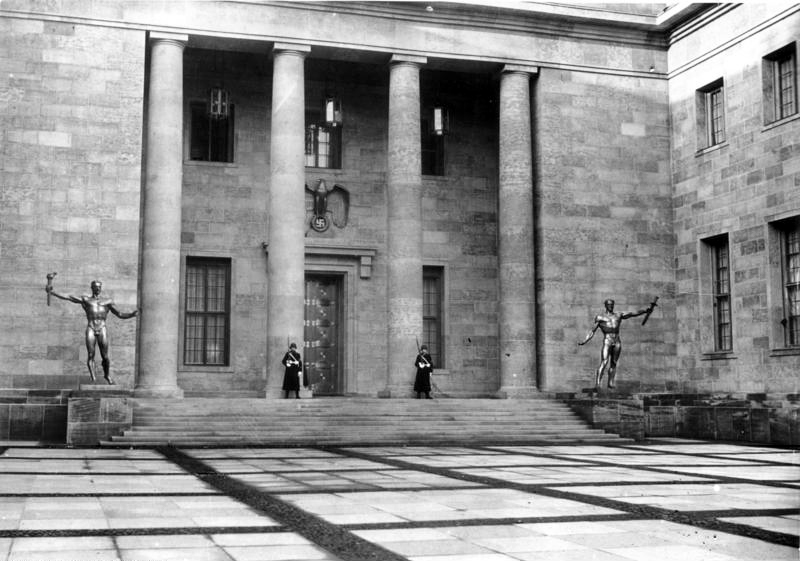
Статуї «Партія» і «Вермахт» біля входу в рейхсканцелярію.
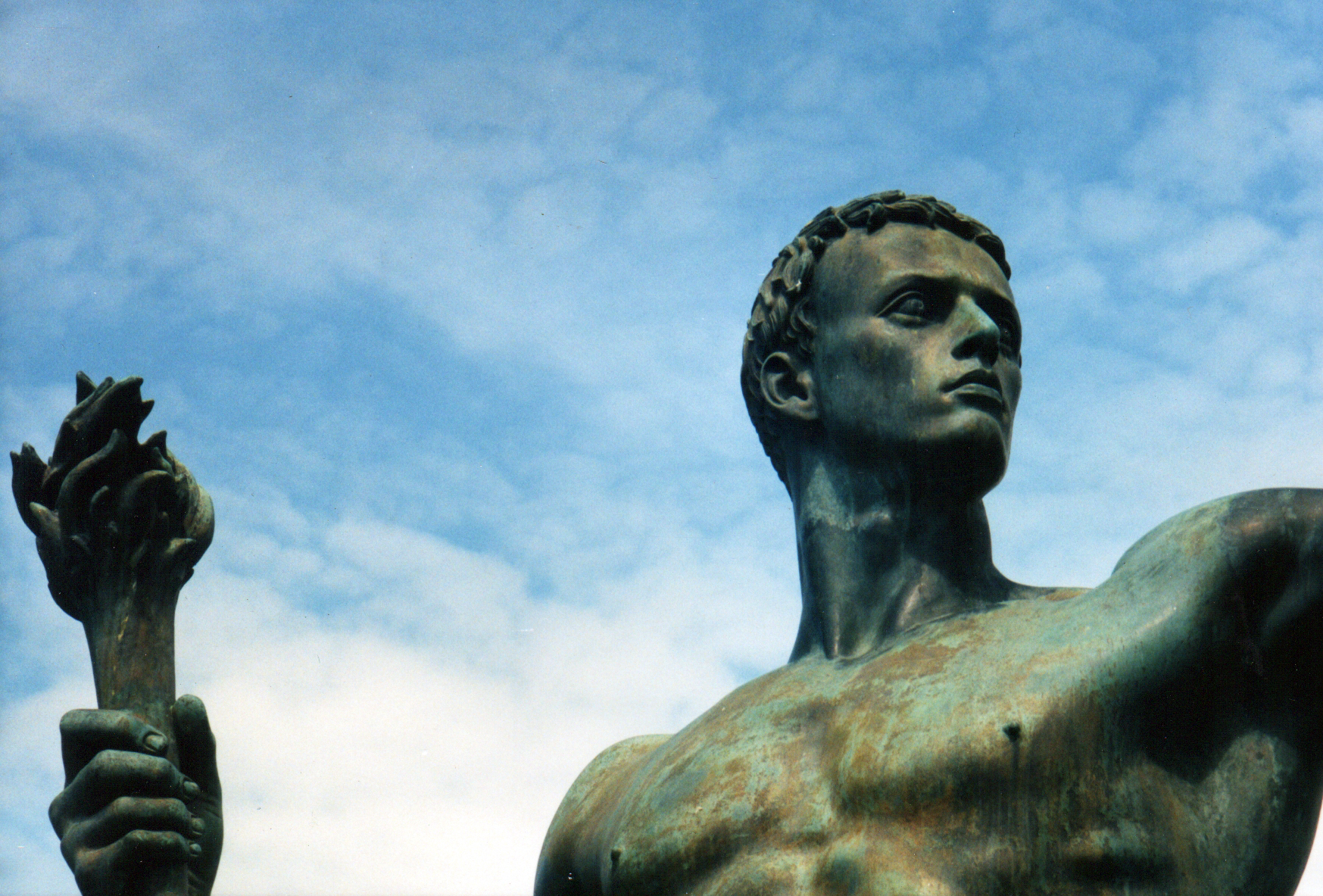
«Партія».
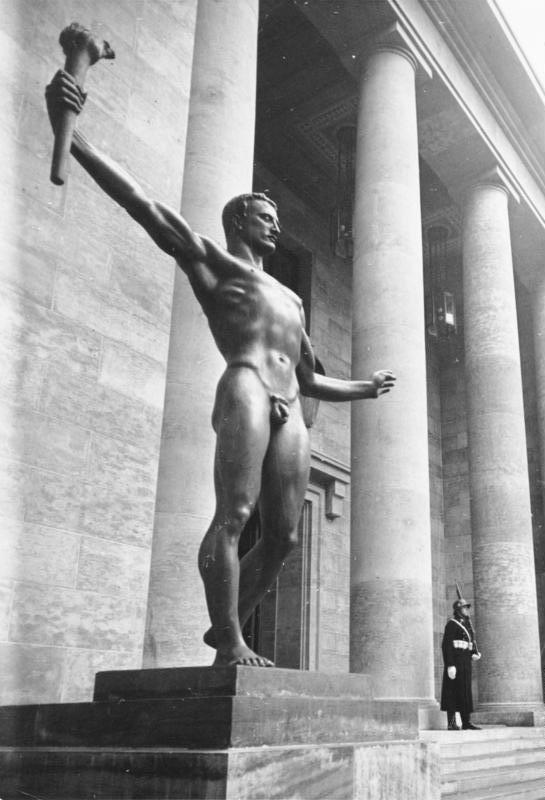
«Партія».
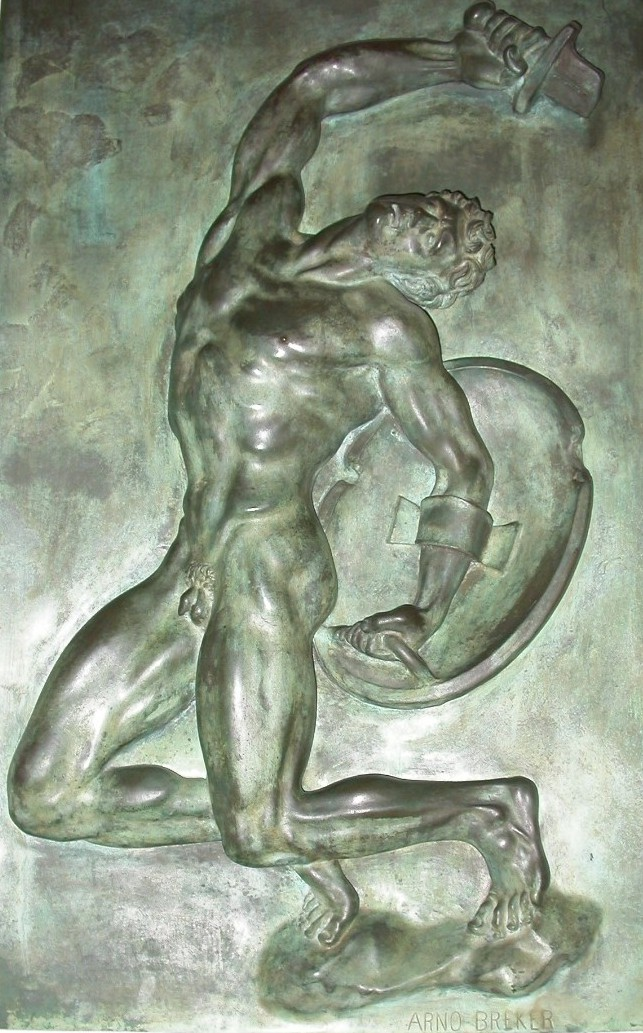
Рельєф «Месник» (1940).
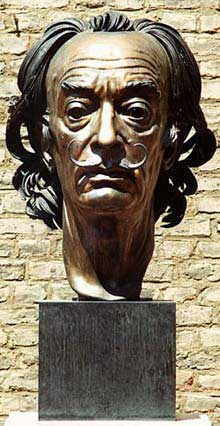
Бюст Сальвадора Далі (1975).
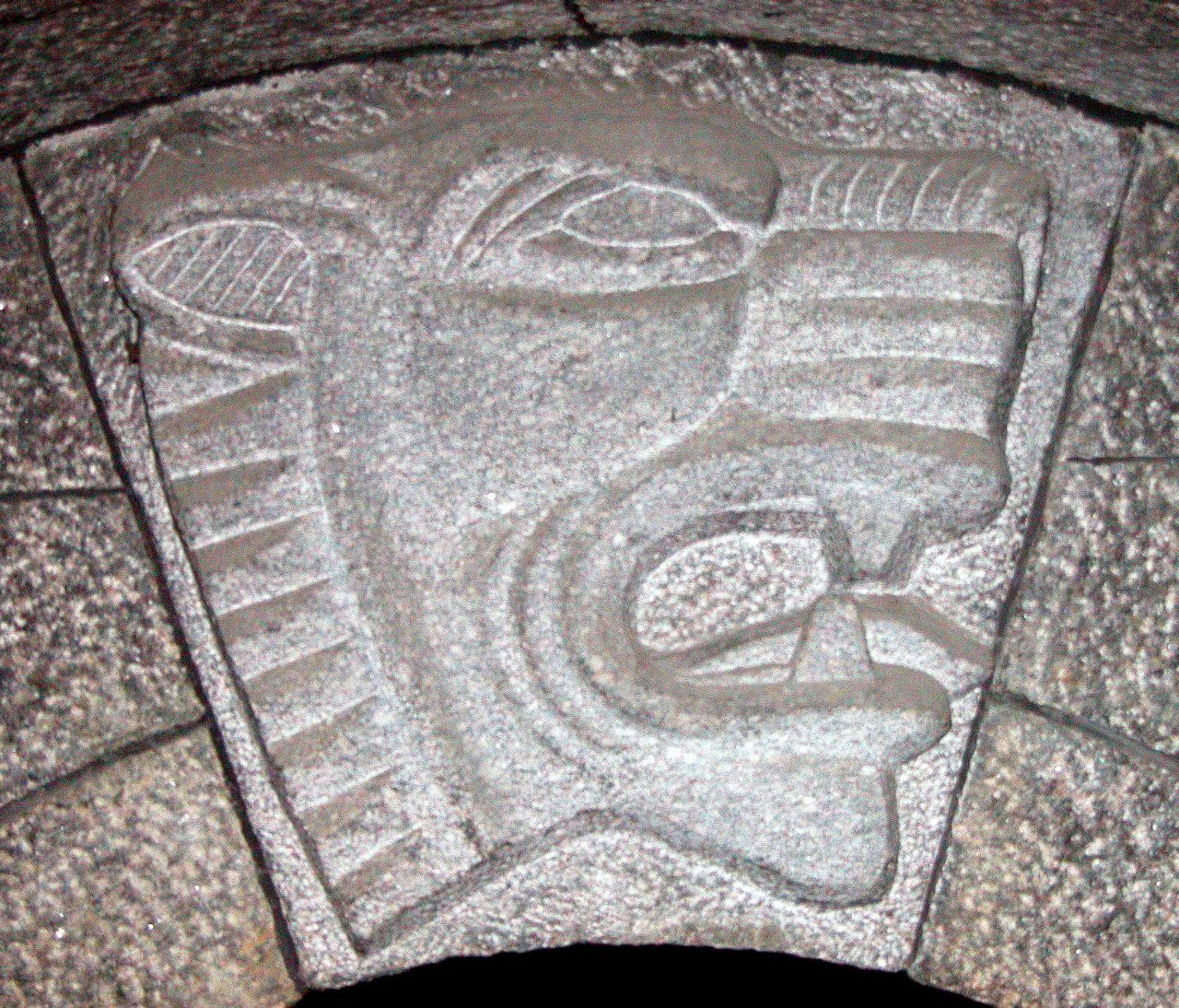
«Голова лева» в Браушвейгському соборі.
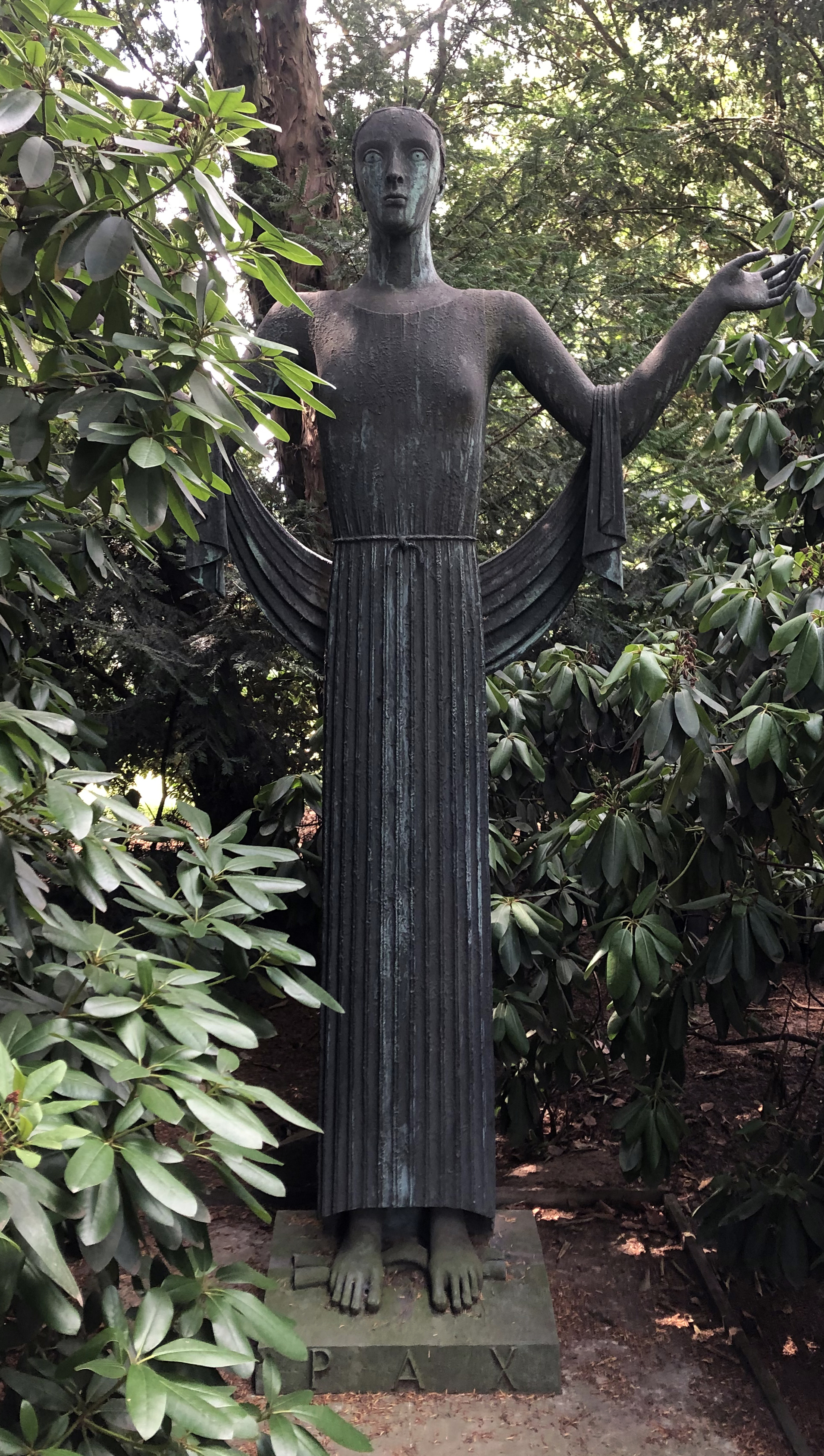
Статуя на могилі Брекера.
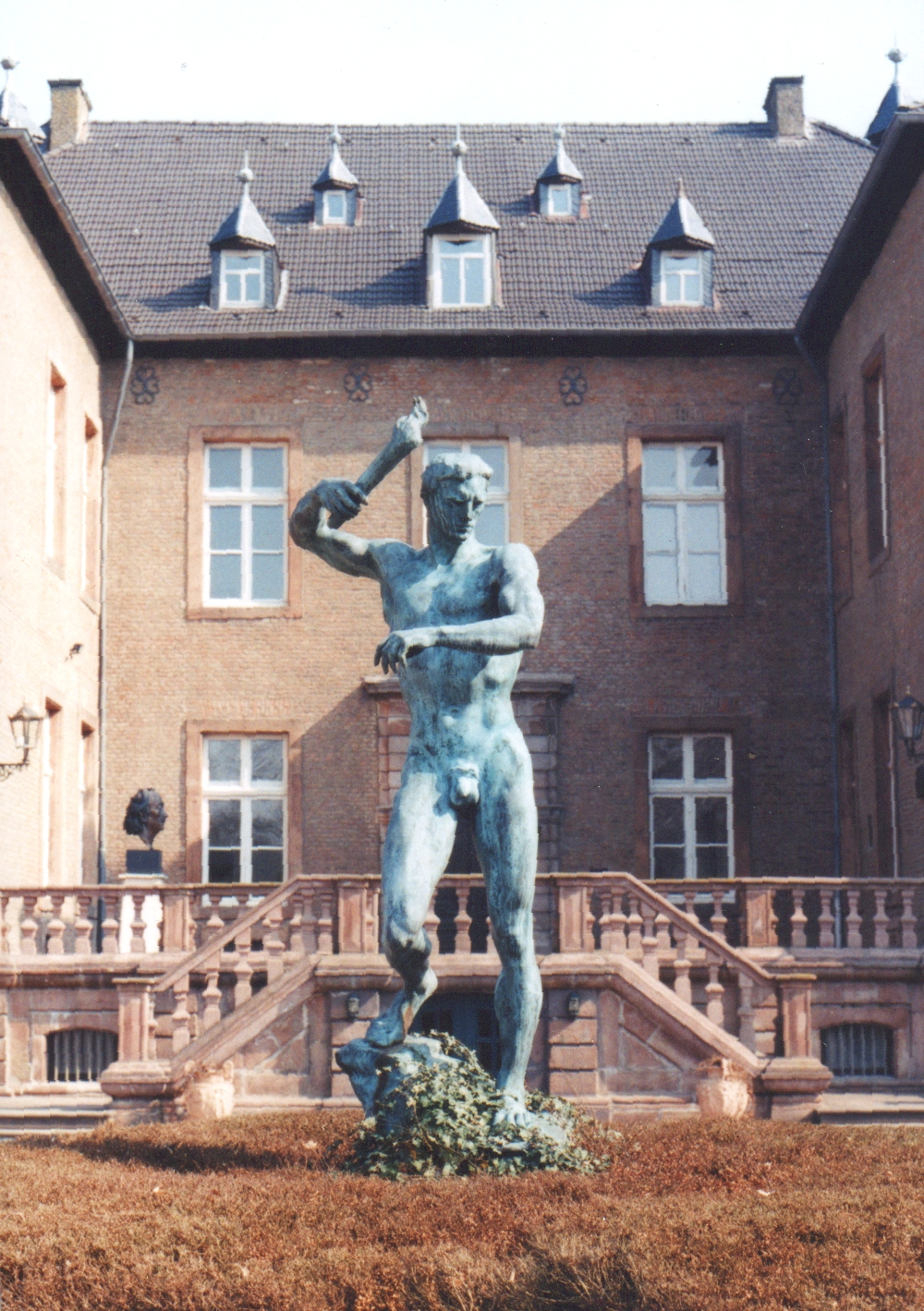
«Прометей».
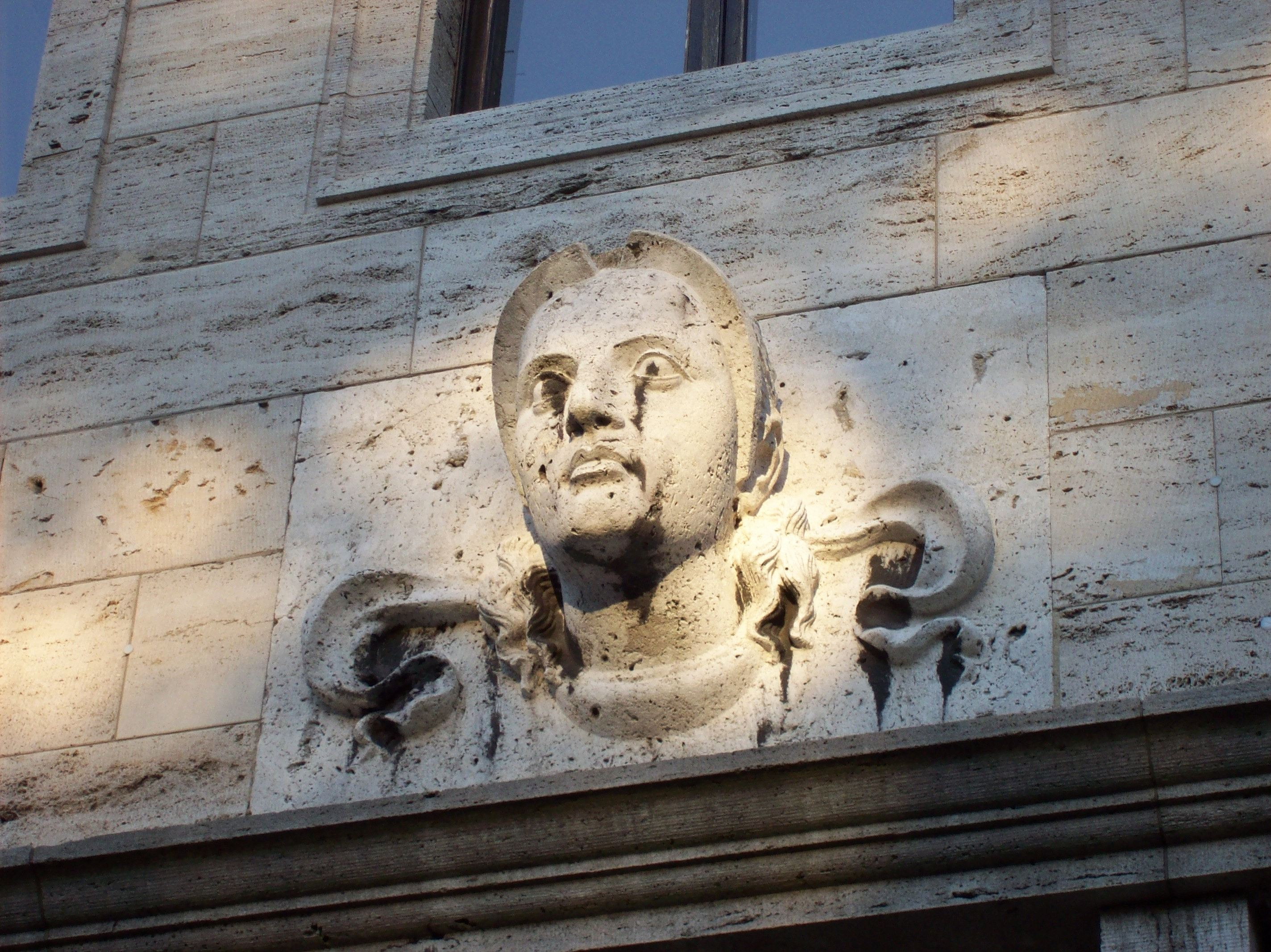
«Голова жінки» на будівлі югославської військової місії.
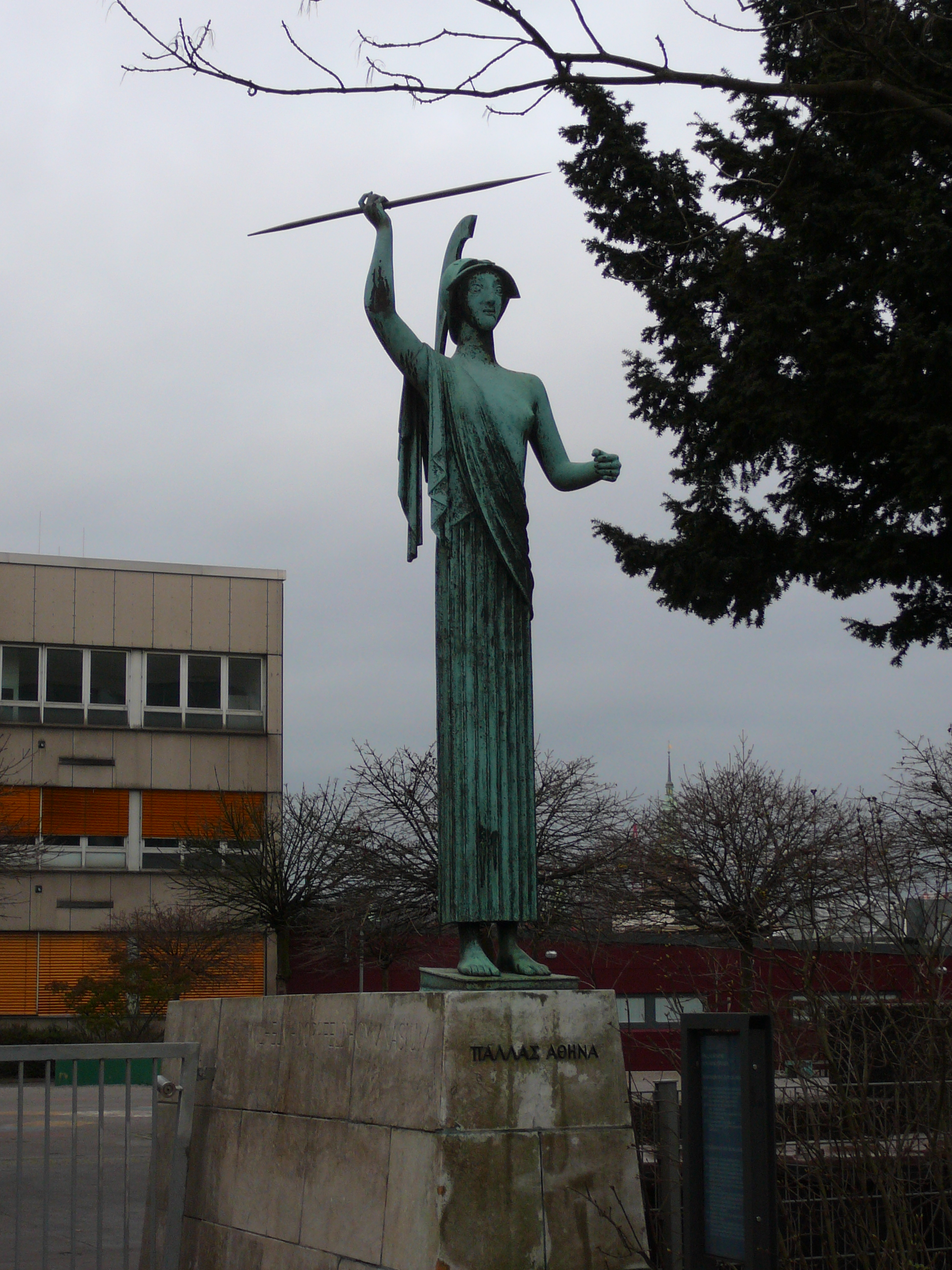
Статуя Афіни у Вупперталі.
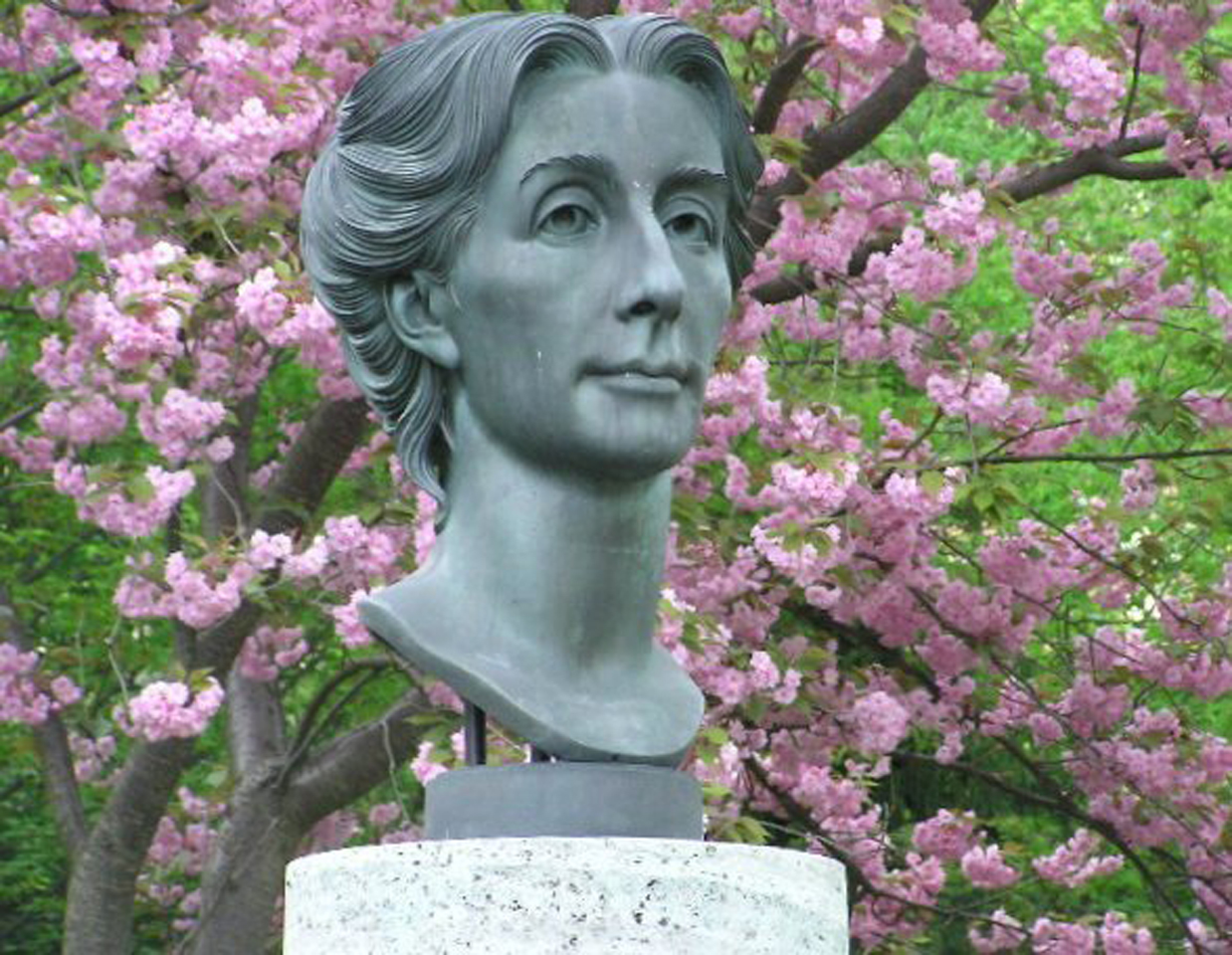
Бюст Козіми Вагнер (Байройт, 1982).
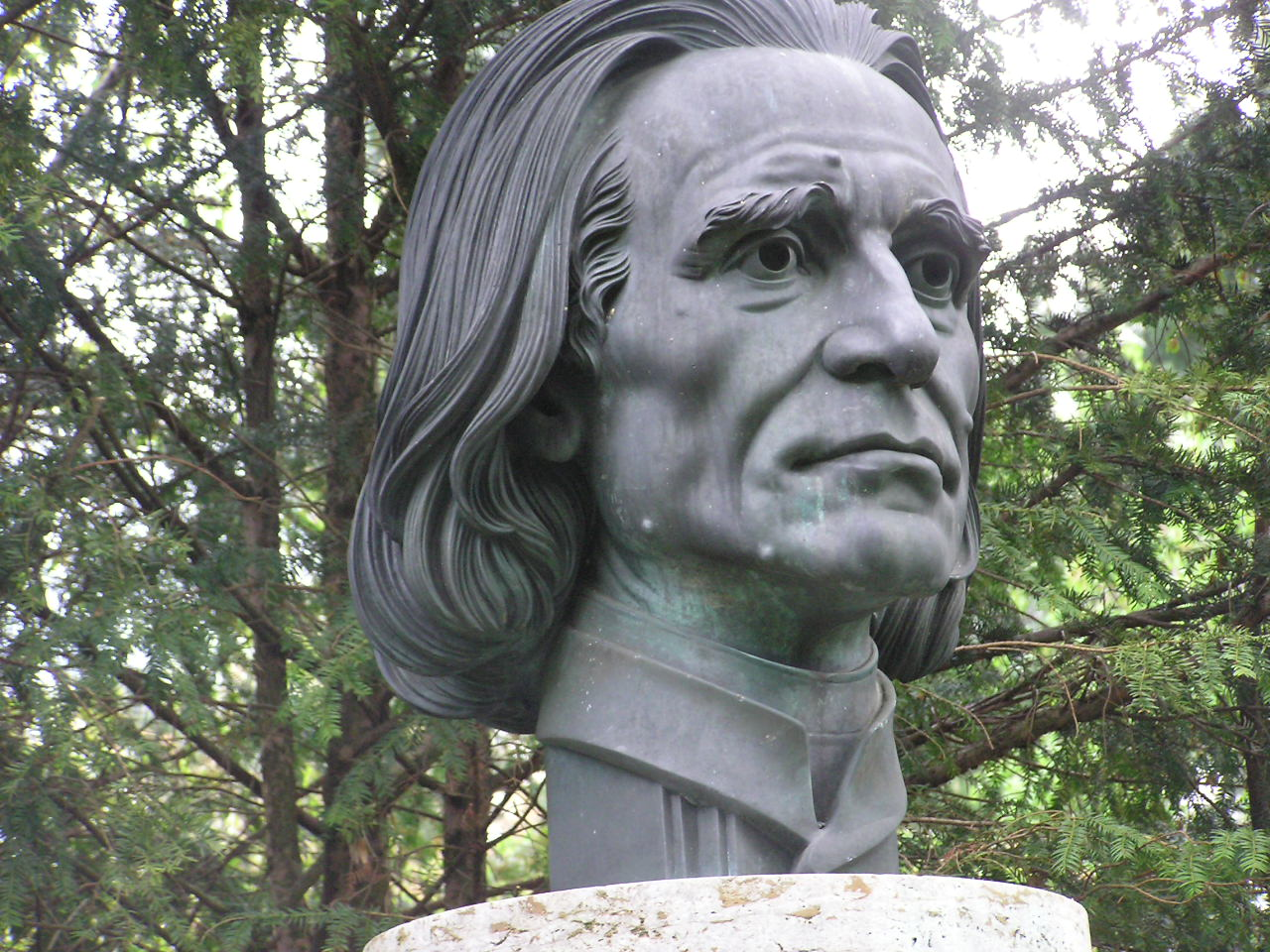
Бюст Ференца Ліста.
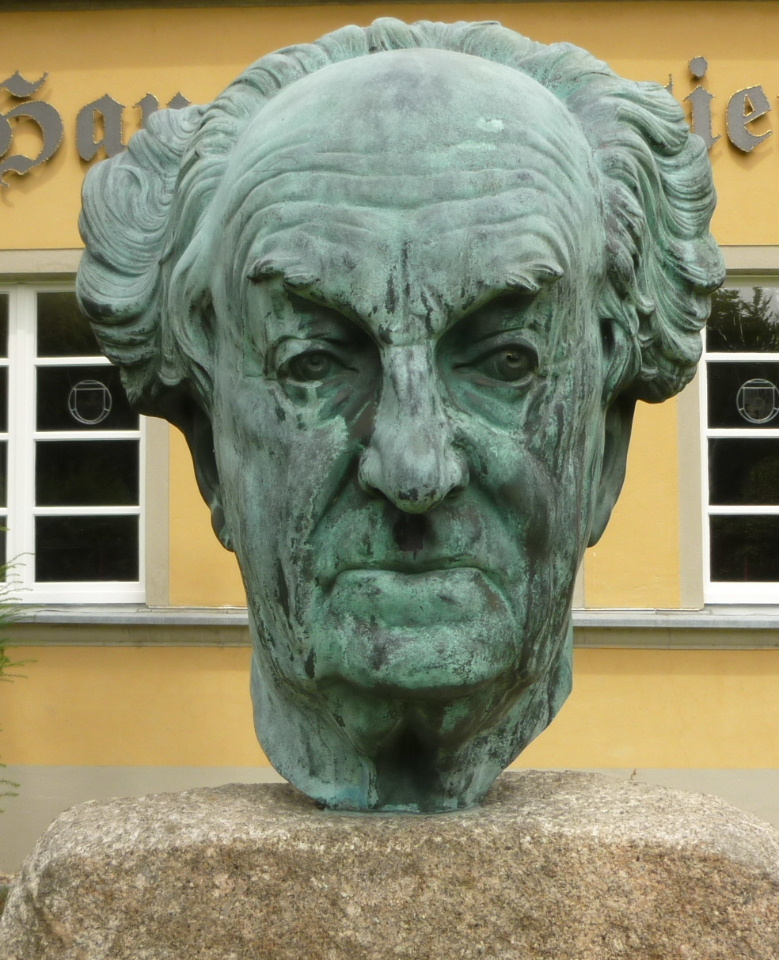
Бюст Гергарда Гауптмана (1988).
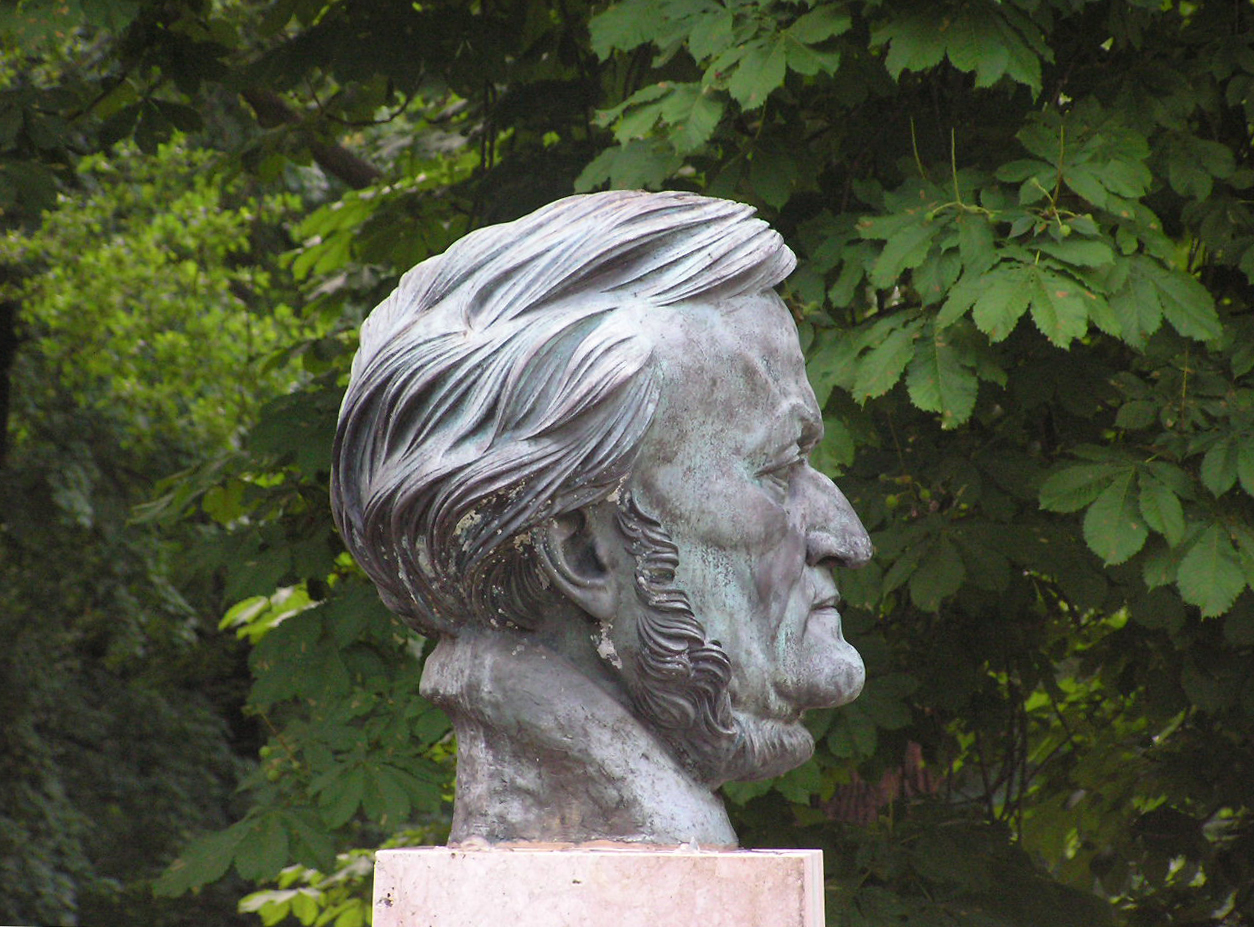
Бюст Ріхарда Вагнера в Байройті.
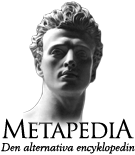
Логотип Метапедії, на якому зображена голова скульптури Брекера «Образ юнака».